# Eritrea i olympiska spelen
Eritrea deltog första gången vid olympiska sommarspelen 2000 i Sydney och har sedan dess varit med vid varje olympiskt sommarspel. De har även deltagit vid de olympiska vinterspelen. De har totalt vunnit en medalj.
Vid olympiska sommarspelen 2004 i Aten tog Zersenay Tadesse landets första olympiska medalj då han tog brons i herrarnas 10 000 meter.
Eritrea deltog för första gången vid olympiska vinterspelen 2018 i Pyeongchang.

## Medaljer
| Guld | Silver | Brons | Totalt antal medaljer |
| ---- | ------ | ----- | --------------------- |
| 0    | 0      | 1     | 1                     |

| Spel                | Idrottare              | Guld                   | Silver                 | Brons                  | Totalt                 | Placering              |
| 1956–1992           | som en del av Etiopien | som en del av Etiopien | som en del av Etiopien | som en del av Etiopien | som en del av Etiopien | som en del av Etiopien |
| Atlanta 1996        | Deltog inte            | Deltog inte            | Deltog inte            | Deltog inte            | Deltog inte            | Deltog inte            |
| Sydney 2000         | 3                      | 0                      | 0                      | 0                      | 0                      | –                      |
| Aten 2004           | 4                      | 0                      | 0                      | 1                      | 1                      | 71                     |
| Peking 2008         | 11                     | 0                      | 0                      | 0                      | 0                      | –                      |
| London 2012         | 12                     | 0                      | 0                      | 0                      | 0                      | –                      |
| Rio de Janeiro 2016 | 12                     | 0                      | 0                      | 0                      | 0                      | –                      |
| Tokyo 2020          | 13                     | 0                      | 0                      | 0                      | 0                      | –                      |
| Paris 2024          | Framtida tävling       |                        |                        |                        |                        |                        |
| Los Angeles 2028    | Framtida tävling       |                        |                        |                        |                        |                        |
| Brisbane 2032       | Framtida tävling       |                        |                        |                        |                        |                        |
| Totalt              | Totalt                 | 0                      | 0                      | 1                      | 1                      | 147                    |

| Spel                | Idrottare        | Guld             | Silver           | Brons            | Totalt           | Placering        |
| Pyeongchang 2018    | 1                | 0                | 0                | 0                | 0                | –                |
| Peking 2022         | 1                | 0                | 0                | 0                | 0                | –                |
| Milano–Cortina 2026 | Framtida tävling | Framtida tävling | Framtida tävling | Framtida tävling | Framtida tävling | Framtida tävling |
| Totalt              | Totalt           | 0                | 0                | 0                | 0                | –                |

### Medaljer efter sporter
| Sport            | Guld | Silver | Brons | Totalt |
| Friidrott        | 0    | 0      | 1     | 1      |
| Totalt (1 sport) | 0    | 0      | 1     | 1      |

## Lista över medaljörer
| Medalj | Namn            | Spel      | Sport     | Gren                   |
| ------ | --------------- | --------- | --------- | ---------------------- |
| Brons  | Zersenay Tadese | Aten 2004 | Friidrott | Herrarnas 10 000 meter |